# Cuisinier par amour
 (juillet 2025).
Pour plus de détails, voir Fiche technique et Distribution.
Cuisinier par amour est un court métrage français muet réalisé par Max Linder en 1914.

## Résumé
Le père de Lily préfère marier sa fille à un homme riche, plutôt qu'avec Max. Ce dernier se fait alors passer pour cuisinier, afin de rester près de sa belle, mais il va être renvoyé au vu de ses capacités culinaires. C'est alors que la bonne arrive et elle prétend que le riche parti est son amant. Le père change alors d'idée et tolère Max dans sa maison.

## Fiche technique
- Titre original : Cuisinier par amour
- Réalisation : Max Linder
- Scénario : Max Linder
- Production : Pathé Frères
- Format : Noir et blanc - Muet
- Métrage : 330 m
- Genre : Comédie
- Tournage en octobre 1914
- Date de sortie :
  - France : 5 février 1915 (Paris/Ciné Max Linder)

Sources : FondationJSP et maxlinder

## Distribution
- Max Linder : Max
- Jacques Vandenne : le père de Lili
- Lilian Greuze : Lili